# 더 원 (영화)
《더 원》(영어: The One)은 2001년 개봉한 미국의 SF 액션 영화이다.

## 출연진
- 리롄제 - 로스앤젤레스군 보안관서(L.A.S.D.) 보안관보 게이브 로/전 멀티버스 당국(M.V.A.) 요원 게이브리얼 율로/유푹 로/스벤 로/니 딜로/키아 질로/세스 로/프룬 로/롤리스 역
- 제이슨 스테이섬 - 에번 펀치 역
- 델로이 린도 - 해리 로데커 / 아리 역
- 칼라 구지노 - T. K. 로/매시 월시/칼라 역
- 제임스 모리슨 - 보비 올드리치/어뉴비스 유니버스 재소자 1 역
- 딜런 브루노 - 예이츠 역
- 리처드 스타인메츠 - 댄토니 역
- 아치 가오 - 우 역
- 딘 노리스 - L.A.S.D. 시걸 경사 역
- 터커 스몰우드 - M.V.A. 교도소장 역
- 해리엇 샌섬 해리스 - 베슨 간호사 역
- 더그 서반트 - 로스앤젤레스 경찰서(L.A.P.D.) 경관 역 (크레디트 미기재)

## 우리말 녹음
KBS 성우진 (2005년 2월 6일)
- 김승준 - 율로/게이브/죄수(리롄제)
- 은영선 - 티케이(칼라 구지노)
- 유만준 - 로데커/주인(델로이 린도)
- 이봉준 - 펀치(제이슨 스테이섬)
- 엄주환 - 올드리치(제임스 모리슨)
- 박상훈 - 예이츠(딜런 브루노)
- 김환진 - 댄토니(리처드 스타인메츠)
- 변영희 - 의사(대린 모건)
- 이규석 - 경찰(아치 가오) / 의사(론 지머먼)
- 정옥주 - 의사(킴벌리 패튼) / 간호사(해리엇 샌섬 해리스)
- 최정호 - 의사(조엘 스토퍼) / 죄수(테디 레인 주니어)
- 사성웅 - 의사(너린더 샘라)